# Lilly Kröhnert
Lilly Kröhnert (* 9. Mai 1912 in Königlich Neuendorf im Landkreis Königsberg; † 1996 in Flensburg) war eine deutsche Malerin und Bildhauerin.

## Leben

### Familie
Lilly Kröhnert war die Tochter des Apothekers und Gutsbesitzers Waldemar Doering und wuchs in Danzig auf.
Sie war verheiratet.

### Werdegang
Lilly Kröhnert studierte von 1938 bis 1939 Bildhauerei an der Kunstgewerbeschule Danzig und darauf von 1939 bis 1943 Malerei an der Technischen Hochschule Danzig in Danzig-Langfuhr bei Fritz Pfuhle.
Während des Zweiten Weltkriegs war sie kriegsverpflichtet von 1943 bis 1945 als Kunsterzieherin in Danzig tätig. Einer ihrer Schüler war der spätere Schriftsteller Günter Grass, der von ihr in einem Brief vom 4. März 1992 an Christian Rathke berichtete, „... bei ihr fand ich Ausstellungskataloge der Zwanzigerjahre mit Abbildungen von Beckmann und Kirchner, Bärlach und Lehmbruck, Abbildungen übrigens, die mich damals fasziniert und auch schockiert haben – denn wie alle Mitschüler meiner Generation wuchs ich unter dem Diktat einer Ideologie auf, die das Schlagtotwort ‚Entartete Kunst‘ in die Welt gebracht hatte. Also habe ich Gründe genug, der Lehrerin und Künstlerin heute dankbar zu sein“. Bei einem Besuch bei ihr in Zoppot, wuchs sein Wunsch, selber Bildhauer, Grafiker, Maler zu werden.
Nach der Flucht über Dänemark ließ sie sich 1945 in Flensburg nieder und arbeitete seitdem freischaffend.
Die allgemeine künstlerische Neuorientierung nach dem Krieg führte bei ihr zu einer Hinwendung zum informellen Kunstreisen nach Paris, Venedig und zu großen Kunstausstellungen, um mit zeitgenössischen Kunstströmungen, die zum damaligen Zeitpunkt in Schleswig-Holstein noch nicht spürbar waren, in Fühlung zu bleiben.
Neben ihren malerischen Arbeiten schrieb sie auch Gedichte.

### Künstlerisches Wirken
Die ersten Arbeiten von Lilly Kröhnert waren von mächtiger, urtümlicher Körperlichkeit geprägt, auf die strenger stilisierte und vergeistigte Plastiken folgten.
Ab 1954 wandte sie sich dem Strukturbild aus körnigem Sand-Erde-Gemisch und Bindemitteln zu. Die körnigen oder geglätteten Stellen standen in Kontrast zu ebenen Flächen oder reliefplastischen Teilen. Ihre zeichenhaft vereinfachten Formen waren von scheinbarer Bedeutungslosigkeit, die nicht auf eine tragende Bildmitte orientiert waren; sie schwebten vor leerem dunklen Grund und wurden zu Trägern hintergründiger, magischer Zustände, die ins Metaphysische hinwiesen.
In der Weiterentwicklung der Monotypie schuf sie Anfang der 1950er Jahre informelle Arbeiten auf Papier, so übertrug sie unter anderem eine auf einer Wasseroberfläche schwimmende, in Bewegung gesetzte Ölfarbhaut auf ein Blatt Papier und überarbeitete es. Gleichzeitig entstanden informelle Strukturbilder, in denen Farbe und andere Malmittel, auch Sand und Marmorstaub, sowie der Bildgrund unter Neubewertung des Materials, als Einheit begriffen wurden.
Ihre Arbeiten waren vom griechischen Mythos von der Unterwelt tief inspiriert. Die differenzierte Farbgebung war dunkelleuchtend und melancholisch. Die in fahles Licht getauchten finsteren Oberflächenstrukturen suggerierten den Eindruck unheimlichen Schweigens. Der Frage nach dem Weiterleben, dem Sinn von Werden und Vergehen, die auch in ihren Gedichten zum Ausdruck kam, wandte sie sich verstärkt ab 1966 in ihren Collagen zu.
In ihren Collagen, die aus leimgetränkten, dünnen und gröberen Papieren bestanden, benutzte sie sie überwiegend helle Aquarellfarben; in diesen herrschte Geheimnisvoll-Zeichenhaftes vor.

## Ausstellungen
- 1954: Landesschau Schleswig-Holsteinischer Künstler.
- 1956–1961: Landesschauen Schleswig-Holsteinischer Künstler.
- 1962: Städtisches Museum, Flensburg.
- 1963: Landesschau Schleswig-Holsteinischer Künstler.
- 1964: Overbeck-Gesellschaft, Lübeck.
- 1965: Galerie E. Widmann, Bremen.
- 1969: Städtisches Museum, Flensburg.
- 1977: Städtisches Museum, Flensburg.
- 1992/1993: Schleswig-Holsteinisches Landesmuseum Schloss Gottorf, Schleswig.

Zudem war sie an vielen Gruppenausstellungen, unter anderem mit der Gruppe 56 vom Bund Deutscher Gebrauchsgraphiker, sowie an Ausstellungen in Hamburg, Dresden und Dänemark beteiligt.

## Ehrungen und Auszeichnungen
- Lilly Kröhnert erhielt 1964 den Schleswig-Holsteinischen Kunstpreis.

## Werke (Auswahl)
- Insel.
- Resquiescat in pace.
- Hora incerta.
- Die Wächter.
- Katakomben.
- Der Rote. 1962.[4]
- Steinzeichen. 1962.[5]
- Tabu-Zeichen. 1977.
- Museumsberg Flensburg.[6]
- Bronzeskulpturen im Landgericht Flensburg.
- Schleswig-Holsteinisches Landesmuseum Schloss Gottorf, Schleswig.
- Kunsthalle zu Kiel.

## Schriften (Auswahl)
- Strukturbilder und Collagen: Ausstellung im Städtischen Museum vom 30. Oktober bis 27. November 1977. 1977.
- Strukturbilder und Arbeiten auf Papier 1953–1992. 1992.